# Kriter
Kriter est une entreprise vendant du vin pétillant qui appartient au groupe Castel depuis mai 2011. Également acteur du sport avec le sponsoring voile, plusieurs bateaux ont porté ce nom.

## Historique de l'entreprise
La marque de vin effervescent Kriter est fondée en 1955 par André Boisseaux, négociant en vins de Bourgogne à la tête de la société Patriarche Père & Fils avec son cousin et ami d'enfance Georges Kritter,. Il nomme la marque d'après ce dernier,.

## Voiliers sponsorisés

### Kriter
Ketch de 20,27 mètres construit chez Nautic Saintonge à Royan, qui participa en 1973-1974 à la Whitbread Round the World Race sous le commandement de Jack Grout, Alain Gliksman, Michel Malinovsky et Gilles Vaton. Kriter occupe le troisième rang en temps réel et le quatrième en temps compensé.

### Kriter II
Ketch de 24 mètres, skippé par Olivier de Kersauson. Il relève le défi de Patriarch un clipper qui, en 1870, parcourut la distance Londres-Sydney en 69 jours par le cap de Bonne-Espérance, et Sydney-Londres en 67 jours par le cap Horn.
Engagé dans la course autour du monde 1975-1976 Financial Times Clipper Race, Kriter II fit mieux que le grand clipper.

### Kriter III
Premier catamaran engagé dans une course transatlantique. Ex-British Oxygen, ce catamaran de 21,38 mètres (70 pieds) a des flotteurs en polyester reliés par des poutres en aluminium, un mât de 27 mètres, une grande-voile de 90 m2 et un génois de 135 m2.
Vainqueur du tour de l'Angleterre en 1974, il réalisa la même année la meilleure performance de vitesse sous voile (24 nœuds).
Rebaptisé Kriter III, il sera skippé par Jean-Yves Terlain lors de l'Ostar 1976 (abandon).

### Kriter IV
Ce trimaran expérimental révolutionnaire de 23 mètres, mené par Olivier de Kersauson, participa à la Route du Rhum 1978 et finira 4e à 24 heures du vainqueur Mike Birch. Entièrement en aluminium, il a été conçu par Xavier Joubert, comme un prolongement du Pen Duick IV d'Éric Tabarly.
En avril 1979, il tente de battre le record du trois-mâts Atlantic sur la traversée New York-cap Lizard, record alors encore invaincu depuis 1905.
Une violence tempête aura raison de lui et occasionnera au voilier des avaries telles que l'équipage fut contraint à l'abandonner.

### Kriter V

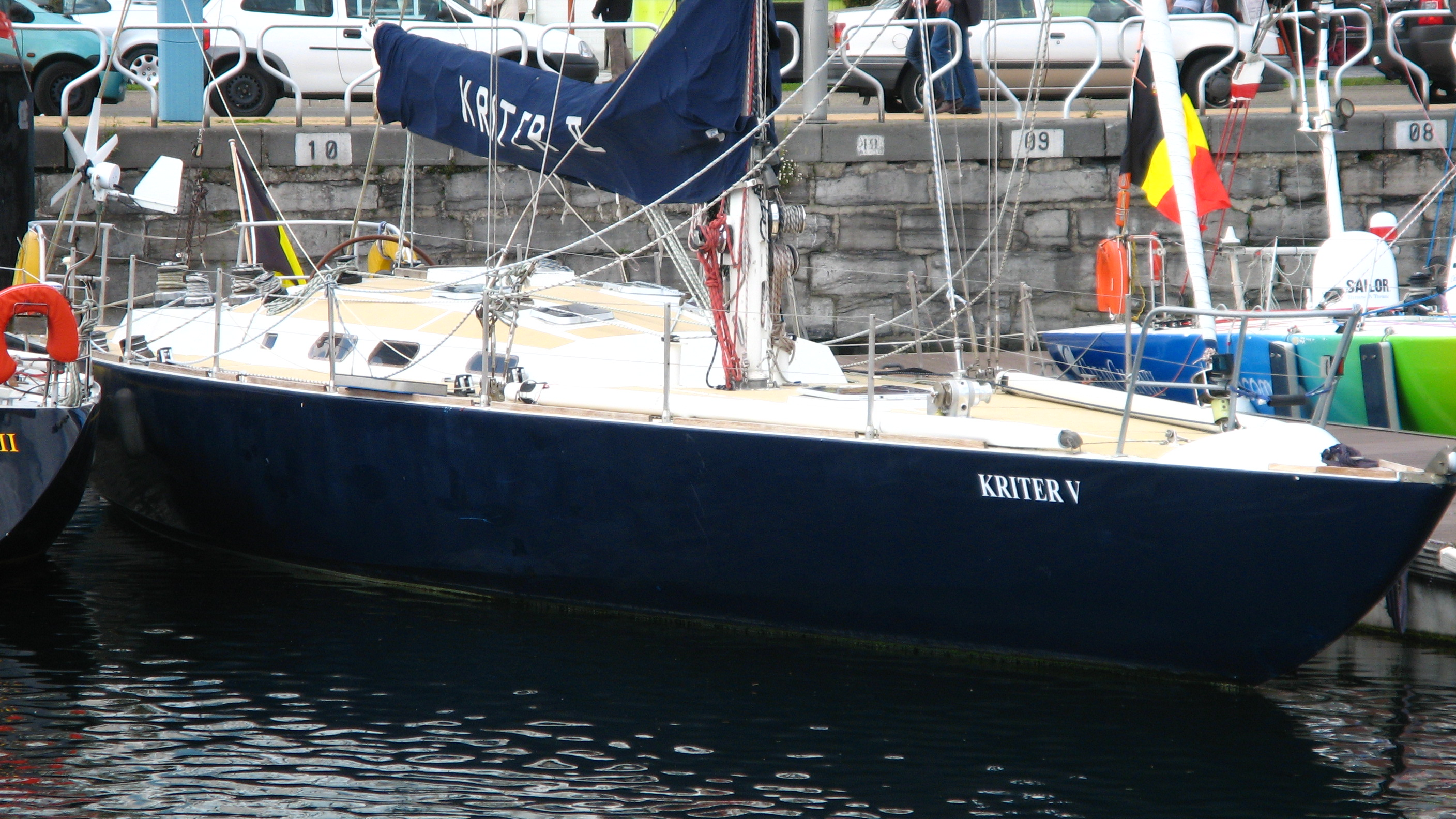
Kriter V dans le port d'Ostende.

Monocoque de 21 mètres gréé en sloop, barré par Michel Malinovsky, engagé dans la Route du Rhum 1978. À l'arrivée il se classe 2e, 98 secondes derrière le petit trimaran Acapella Olympus Photo du canadien Mike Birch. Leur duel au finish après 7 200 kilomètres de course par des routes différentes est entré dans la légende. En 1979, Kriter V participe à la transat en double Lorient-Les Bermudes-Lorient et termine 1er monocoque.
En 2014, Benjamin Hardouin, skipper de 24 ans, participe à son bord à la Route du Rhum-Destination Guadeloupe 2014, après l'avoir rénové et rebaptisé Krit'R V pour l'occasion.

### Quart-Kriter
Yves Olivaux est un ancien commandant de bord d'Air France et navigateur sur Kriter II dans la course autour du monde 1975-1976, quand il participe à la Route du Rhum 1978 avec un voilier de série de 11 mètres baptisé Quart-Kriter.

### Kriter VI
Il s'agit du troisième Kriter d'Olivier de Kersauson. Après le naufrage de Kriter IV, Kersauson prépare Kriter VI, un nouveau voilier monocoque en aluminium de 16,40 mètres. Il participe à la transat en double avec Gérard Dijkstra et disputera ensuite la Transat anglaise en solitaire de 1980.

### Kriter VII
Tom Grossman participe avec Kriter VII, trimaran de 17,08 mètres, sous pavillon américain, à la Transat anglaise en solitaire de 1980. Heurté par un plaisancier au moment du départ, Kriter VII partit avec 8 jours de retard.

### Kriter Lady
Naomi James, anglaise, anoblie par la reine, courut sur Kriter Lady dans la Transat anglaise en solitaire de 1980 (monocoque de 17 mètres sous pavillon anglais).

### Kriter Lady II
C'est un bateau monocoque de 65 pieds, à trois mâts équipés de wishbones, conçu par l'architecte naval anglais Gary Hoyt.

### Kriter VIII

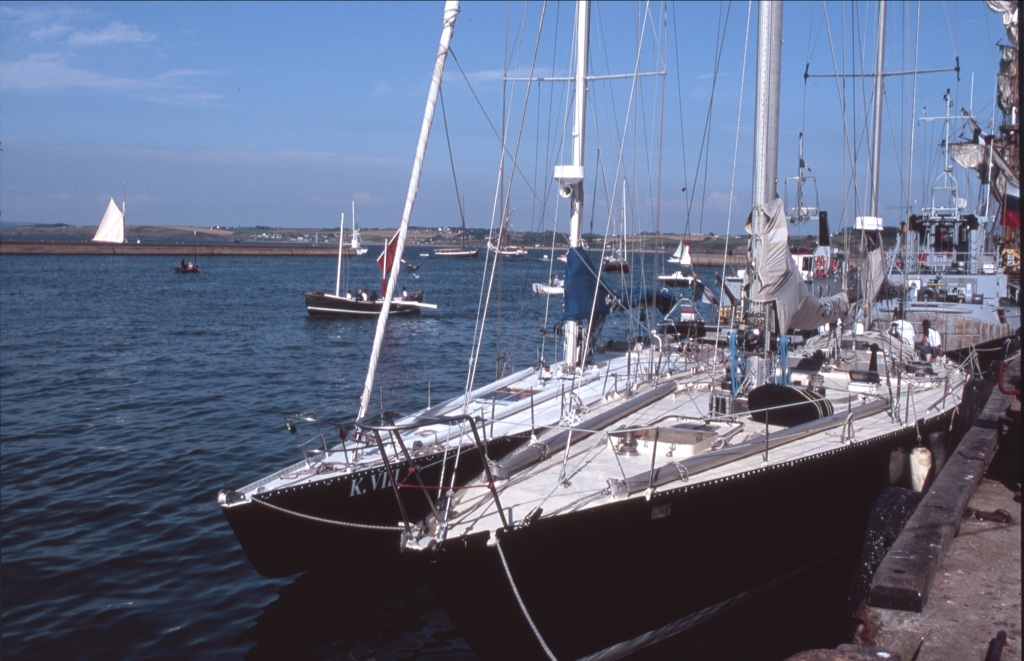
Kriter VIII (à gauche au côté de Pen Duick VI en 2004 pendant les fêtes de Douarnenez).

Ce monocoque de compétition, surnommé le « Grand cigare », est dû aux idées communes de l'architecte André Mauric et de Michel Malinovsky.
Route du Rhum 1982 : classé premier des monocoques (qualifié par la presse de « l'un des plus beaux bateaux de la course » ou du « seul vrai bateau de la course »).
Il deviendra Bonne Route Macif avec Pierre Lenormand. Avec dix sponsors de Lyon il deviendra Dix de Lyon avec Patrick Morvan et Loïc Pochet comme co-skipper.
En 2014, à nouveau en course pour la Route du rhum, il est skippé par Wilfrid Clerton pour sa première participation.

### Kriter IX
Sloop en aluminium de 62 pieds (19 mètres), plan German Frers, construit pour la Whitbread d'août 1981 à avril 1982, skippé par André Viant.

### Quart Kriter Brut de Brut
Ce trimaran de 23,50 mètres, pris en main par Sylvie Vanek et Béatrice Maupas, défendit vaillamment les couleurs de Kriter dans la transat en double Lorient-Les Bermudes-Lorient de 1983. En 1986, Philippe Monnet établit à son bord un nouveau record du tour du monde en solitaire et en multicoque en 129 jours 19 heures et 17 minutes.

### Kriter X
Trimaran en bois moulé/époxy de 11,31 mètres gréé en cotre, skippé par Jack Petith et naviguant sous pavillon américain. Kriter X termina sixième du classement général et finit premier de la classe V de la Route du Rhum 1982.